# Centrocidaris doederleini
Centrocidaris doederleini is een zee-egel uit de familie Cidaridae.
De wetenschappelijke naam van de soort werd in 1898 gepubliceerd door Alexander Agassiz.